# 星紀行 (薬師丸ひろ子のアルバム)
『星紀行』（ほしきこう）は、1987年7月6日に発売された薬師丸ひろ子の4作目のスタジオ・アルバム。発売元は東芝EMI。商品コードはLP:WTP-90478、CT:ZH28-1846、CD:CA32-1475。

## 概要
1987年7月にリリースされた4作目のオリジナル・アルバムで、『古今集』『夢十話』『花図鑑』に続く漢字3文字シリーズの1枚である。
また、作詞もシンガーソングライターの中島みゆきと竹内まりやを除き、全て作家の伊集院静が担当。また伊集院も作詞家用のペンネームである「伊達歩」ではなく、全て伊集院静名義となっている。
作曲も上記の中島や竹内に加え、ピカソの辻畑鉄也や、スターダストレビューの三谷泰弘と根本要が参加している。
オリコンチャートのLPチャートの登場週数は8週、チャート最高順位は週間3位、累計2.3万枚のセールスを記録。CTチャートの登場週数は9週、チャート最高順位は週間8位、累計1.6万本。CDチャートの登場週数は11週、チャート最高順位は週間3位、累計4.1万枚。LP・CT・CD合算のセールスは累計で8.1万枚となっている。
2014年2月5日には、ユニバーサルミュージック（USMジャパン）により高音質SHM-CDで再発売された。規格品番はTYCN-80018。

## 収録曲

### LP / CT
| #   | タイトル                       | 作詞       | 作曲                                  | 編曲     | 時間 |
| --- | ------------------------------ | ---------- | ------------------------------------- | -------- | ---- |
| 1.  | 「星紀行〜キャメルの伝説〜」   | 伊集院静   | 辻畑鉄也（from ピカソ）               | 武部聡志 | 3:59 |
| 2.  | 「幸福の岸へ」                 | 伊集院静   | 三谷泰弘（from スターダストレビュー） | 西平彰   | 4:13 |
| 3.  | 「マリーンブルーの囁き」       | 伊集院静   | 大内義昭                              | 久石譲   | 4:10 |
| 4.  | 「風と光に抱かれて」           | 伊集院静   | 中崎英也                              | 武部聡志 | 4:04 |
| 5.  | 「空港日誌」                   | 中島みゆき | 中島みゆき                            | 椎名和夫 | 4:57 |
| 6.  | 「アフタヌーン・ティー」       | 竹内まりや | 竹内まりや                            | 武部聡志 | 3:50 |
| 7.  | 「ギンガムシャツに書いた勇気」 | 伊集院静   | 根本要（from スターダストレビュー）   | 西平彰   | 3:52 |
| 8.  | 「日差しのSTEADY BOY」         | 伊集院静   | 松尾清憲                              | 西平彰   | 3:52 |
| 9.  | 「夢の中へ」                   | 伊集院静   | 井上ヨシマサ                          | 武部聡志 | 4:41 |
| 10. | 「未完成」                     | 中島みゆき | 中島みゆき                            | 椎名和夫 | 5:09 |

### CD
| #         | タイトル                       | 作詞       | 作曲         | 編曲      | 時間  |
| --------- | ------------------------------ | ---------- | ------------ | --------- | ----- |
| 1.        | 「星紀行 〜キャメルの伝説〜」  | 伊集院静   | 辻畑鉄也     | 武部聡志  | 3:59  |
| 2.        | 「幸福の岸へ」                 | 伊集院静   | 三谷泰弘     | 西平彰    | 4:13  |
| 3.        | 「マリーンブルーの囁き」       | 伊集院静   | 大内義昭     | 久石譲    | 4:10  |
| 4.        | 「風と光に抱かれて」           | 伊集院静   | 中崎英也     | 武部聡志  | 4:04  |
| 5.        | 「空港日誌」                   | 中島みゆき | 中島みゆき   | 椎名和夫  | 4:57  |
| 6.        | 「アフタヌーン・ティー」       | 竹内まりや | 竹内まりや   | 武部聡志  | 3:50  |
| 7.        | 「ギンガムシャツに書いた勇気」 | 伊集院静   | 根本要       | 西平彰    | 3:52  |
| 8.        | 「日差しのSTEADY BOY」         | 伊集院静   | 松尾清       | 西平彰    | 3:52  |
| 9.        | 「夢の中へ」                   | 伊集院静   | 井上ヨシマサ | 武部聡志  | 4:41  |
| 10.       | 「未完成」                     | 中島みゆき | 中島みゆき   | 椎名和夫  | 5:09  |
| 合計時間: | 合計時間:                      | 合計時間:  | 合計時間:    | 合計時間: | 42:47 |